# Leptodictya tabida
Leptodictya tabida är en insektsart som först beskrevs av Herrich-schaeffer 1840.  Leptodictya tabida ingår i släktet Leptodictya och familjen nätskinnbaggar. Inga underarter finns listade i Catalogue of Life.